# Supercopa Sudamericana 1997
La Supercopa Sudamericana 1997 fue la décima y última edición del torneo de clubes de América del Sur organizado por la Confederación Sudamericana de Fútbol que reunía a todos los campeones de la Copa Libertadores de América. Fue incorporado, por primera vez, el único ganador del Campeonato Sudamericano de Campeones, Vasco da Gama de Brasil. Por otro lado, Argentinos Juniors de Argentina no fue admitido por encontrarse en la Primera B Nacional —segunda categoría de su país—.
Como a través de las sucesivas ediciones de la Supercopa se fueron sumando nuevos campeones de la Copa Libertadores, Conmebol decidió implementar un nuevo sistema de disputa en el torneo con el objetivo de disminuir la cantidad de participantes a partir del año posterior. Se estableció una fase de grupos con cuatro zonas, cada una de las cuales causaría el descenso de su respectivo último equipo, quedando este marginado de la edición posterior, hasta que gane nuevamente la Copa Libertadores de América. Ese año descendieron Boca Juniors, Racing Club, Vélez Sarsfield (Argentina) y Grêmio (Brasil). 
Este fue el único torneo organizado por la Conmebol en que Diego Maradona participó, con la camiseta de Boca Juniors jugó 45 minutos ante Colo-Colo, lo que marcaría la única oportunidad en que el legendario jugador pisara una cancha de un torneo continental sudamericano.
El campeón fue River Plate de Argentina, que superó en la final a São Paulo de Brasil. Por ello, disputó la Recopa Sudamericana 1998 ante Cruzeiro, vencedor de la Copa Libertadores 1997.

## Formato
De los 17 participantes, 3 equipos disputaron una fase preliminar que determinó la eliminación de uno de ellos. Los 2 clasificados se sumaron a los 14 equipos restantes en la fase de grupos, donde se establecieron cuatro zonas de 4. Cada equipo enfrentó a sus rivales de grupo en partidos de ida y vuelta. Los ubicados en el último lugar de cada zona descendieron y fueron apartados de la disputa de la edición posterior. El primero de cada grupo, por su parte, accedió a las fases finales, que se llevaron a cabo mediante el sistema de eliminación directa, con la disputa de las semifinales y la final.
|                             |                             | Equipos que entran en esta fase | Equipos que provienen de la fase anterior      |
| --------------------------- | --------------------------- | --- | ---------------------------------------------- |
| Fase preliminar (3 equipos) | Fase preliminar (3 equipos) | - Nacional, Peñarol y Vasco da Gama |                                                |
| Fase de grupos (17 equipos) | Fase de grupos (17 equipos) | - Atlético Nacional, Boca Juniors, Colo-Colo, Cruzeiro, Estudiantes (LP), Flamengo, Grêmio, Independiente, Olimpia, Racing Club, River Plate, São Paulo, Santos, y Vélez Sarsfield | - 2 equipos clasificados de la Fase preliminar |
| Fases finales (4 equipos)   | Fases finales (4 equipos)   | | - 4 equipos primeros de la Fase de grupos      |

## Equipos participantes
En cursiva los equipos debutantes en el torneo.
| País                      | Equipo                                                                              | Copas Libertadores ganadas                                                                          |
| ------------------------- | ----------------------------------------------------------------------------------- | --------------------------------------------------------------------------------------------------- |
| Argentina 6 participantes | Boca Juniors Estudiantes (LP) Independiente Racing Club River Plate Vélez Sarsfield | 1977 – 1978 1968 – 1969 – 1970 1964 – 1965 – 1972 – 1973 – 1974 – 1975 – 1984 1967 1986 – 1996 1994 |
| Brasil 6 participantes    | Cruzeiro Flamengo Grêmio Santos São Paulo Vasco da Gama                             | 1976 – 1997 1981 1983 – 1995 1962 – 1963 1992 – 1993 Campeonato Sudamericano de Campeones 1948      |
| Chile 1 participante      | Colo-Colo                                                                           | 1991                                                                                                |
| Colombia 1 participante   | Atlético Nacional                                                                   | 1989                                                                                                |
| Paraguay 1 participante   | Olimpia                                                                             | 1979 – 1990                                                                                         |
| Uruguay 2 participantes   | Nacional Peñarol                                                                    | 1971 – 1980 – 1988 1960 – 1961 – 1966 – 1982 – 1987                                                 |

## Fase preliminar
| Equipo        | Pts. | PJ | PG | PE | PP | GF | GC | DG |
| ------------- | ---- | -- | -- | -- | -- | -- | -- | -- |
| Vasco da Gama | 7    | 4  | 2  | 1  | 1  | 5  | 4  | 1  |
| Peñarol       | 5    | 4  | 1  | 2  | 1  | 6  | 7  | –1 |
| Nacional      | 4    | 4  | 1  | 1  | 2  | 5  | 5  | 0  |

| \| Fecha \| Lugar \| Local \| Resultado \| Visitante \| \| ----------- \| -------------- \| ------------- \| --------- \| ------------- \| \| 15 de junio \| Montevideo \| Peñarol \| 2:2 \| Nacional \| \| 19 de junio \| Río de Janeiro \| Vasco da Gama \| 3:1 \| Peñarol \| \| 24 de junio \| Río de Janeiro \| Vasco da Gama \| 1:0 \| Nacional \| \| 6 de julio \| Montevideo \| Nacional \| 1:2 \| Peñarol \| \| 10 de julio \| Montevideo \| Peñarol \| 1:1 \| Vasco da Gama \| \| 13 de julio \| Montevideo \| Nacional \| 2:0 \| Vasco da Gama \| |                |               |           |               |
| Fecha | Lugar          | Local         | Resultado | Visitante     |
| 15 de junio | Montevideo     | Peñarol       | 2:2       | Nacional      |
| 19 de junio | Río de Janeiro | Vasco da Gama | 3:1       | Peñarol       |
| 24 de junio | Río de Janeiro | Vasco da Gama | 1:0       | Nacional      |
| 6 de julio | Montevideo     | Nacional      | 1:2       | Peñarol       |
| 10 de julio | Montevideo     | Peñarol       | 1:1       | Vasco da Gama |
| 13 de julio | Montevideo     | Nacional      | 2:0       | Vasco da Gama |

## Fase de grupos
|  | Equipos clasificados a las Semifinales. |
|  | Equipos eliminados de la competición.   |
|  | Equipos descendidos.                    |

### Grupo 1
| Equipo        | Pts. | PJ | PG | PE | PP | GF | GC | DG |
| ------------- | ---- | -- | -- | -- | -- | -- | -- | -- |
| Colo-Colo     | 11   | 6  | 3  | 2  | 1  | 12 | 9  | 3  |
| Cruzeiro      | 9    | 6  | 3  | 0  | 3  | 9  | 10 | –1 |
| Independiente | 8    | 6  | 2  | 2  | 2  | 9  | 9  | 0  |
| Boca Juniors  | 5    | 6  | 1  | 2  | 3  | 7  | 9  | –2 |

| \| Fecha \| Lugar \| Local \| Resultado \| Visitante \| \| ---------------- \| -------------- \| ------------- \| --------- \| ------------- \| \| 27 de agosto \| Santiago \| Colo-Colo \| 4:2 \| Cruzeiro \| \| 27 de agosto \| Buenos Aires \| Boca Juniors \| 1:1 \| Independiente \| \| 2 de septiembre \| Santiago \| Colo-Colo \| 2:0 \| Independiente \| \| 3 de septiembre \| Buenos Aires \| Boca Juniors \| 1:0 \| Cruzeiro \| \| 24 de septiembre \| Santiago \| Colo-Colo \| 2:1 \| Boca Juniors \| \| 25 de septiembre \| Belo Horizonte \| Cruzeiro \| 2:1 \| Independiente \| \| 15 de octubre \| Belo Horizonte \| Cruzeiro \| 2:0 \| Colo-Colo \| \| 16 de octubre \| Avellaneda \| Independiente \| 2:1 \| Boca Juniors \| \| 23 de octubre \| Avellaneda \| Independiente \| 2:2 \| Colo-Colo \| \| 23 de octubre \| Belo Horizonte \| Cruzeiro \| 2:1 \| Boca Juniors \| \| 29 de octubre \| Buenos Aires \| Boca Juniors \| 2:2 \| Colo-Colo \| \| 29 de octubre \| Avellaneda \| Independiente \| 3:1 \| Cruzeiro \| |                |               |           |               |
| Fecha | Lugar          | Local         | Resultado | Visitante     |
| 27 de agosto | Santiago       | Colo-Colo     | 4:2       | Cruzeiro      |
| 27 de agosto | Buenos Aires   | Boca Juniors  | 1:1       | Independiente |
| 2 de septiembre | Santiago       | Colo-Colo     | 2:0       | Independiente |
| 3 de septiembre | Buenos Aires   | Boca Juniors  | 1:0       | Cruzeiro      |
| 24 de septiembre | Santiago       | Colo-Colo     | 2:1       | Boca Juniors  |
| 25 de septiembre | Belo Horizonte | Cruzeiro      | 2:1       | Independiente |
| 15 de octubre | Belo Horizonte | Cruzeiro      | 2:0       | Colo-Colo     |
| 16 de octubre | Avellaneda     | Independiente | 2:1       | Boca Juniors  |
| 23 de octubre | Avellaneda     | Independiente | 2:2       | Colo-Colo     |
| 23 de octubre | Belo Horizonte | Cruzeiro      | 2:1       | Boca Juniors  |
| 29 de octubre | Buenos Aires   | Boca Juniors  | 2:2       | Colo-Colo     |
| 29 de octubre | Avellaneda     | Independiente | 3:1       | Cruzeiro      |

### Grupo 2
| Equipo          | Pts. | PJ | PG | PE | PP | GF | GC | DG |
| --------------- | ---- | -- | -- | -- | -- | -- | -- | -- |
| São Paulo       | 11   | 6  | 3  | 2  | 1  | 15 | 8  | 7  |
| Flamengo        | 10   | 6  | 3  | 1  | 2  | 10 | 7  | 3  |
| Olimpia         | 6    | 6  | 1  | 3  | 2  | 6  | 9  | –3 |
| Vélez Sarsfield | 5    | 6  | 1  | 2  | 3  | 6  | 13 | –7 |

| \| Fecha \| Lugar \| Local \| Resultado \| Visitante \| \| ---------------- \| -------------- \| --------------- \| --------- \| --------------- \| \| 26 de agosto \| Río de Janeiro \| Flamengo \| 3:2 \| São Paulo \| \| 27 de agosto \| Asunción \| Olimpia \| 1:0 \| Vélez Sarsfield \| \| 2 de septiembre \| Asunción \| Olimpia \| 0:1 \| Flamengo \| \| 3 de septiembre \| São Paulo \| São Paulo \| 5:1 \| Vélez Sarsfield \| \| 23 de septiembre \| Asunción \| Olimpia \| 0:0 \| São Paulo \| \| 23 de septiembre \| Florianópolis \| Flamengo \| 0:1 \| Vélez Sarsfield \| \| 14 de octubre \| São Paulo \| São Paulo \| 1:0 \| Flamengo \| \| 14 de octubre \| Buenos Aires \| Vélez Sarsfield \| 1:1 \| Olimpia \| \| 21 de octubre \| Manaus \| Flamengo \| 3:3 \| Olimpia \| \| 23 de octubre \| Buenos Aires \| Vélez Sarsfield \| 3:3 \| São Paulo \| \| 28 de octubre \| Buenos Aires \| Vélez Sarsfield \| 0:3 \| Flamengo \| \| 29 de octubre \| São Paulo \| São Paulo \| 4:1 \| Olimpia \| |                |                 |           |                 |
| Fecha | Lugar          | Local           | Resultado | Visitante       |
| 26 de agosto | Río de Janeiro | Flamengo        | 3:2       | São Paulo       |
| 27 de agosto | Asunción       | Olimpia         | 1:0       | Vélez Sarsfield |
| 2 de septiembre | Asunción       | Olimpia         | 0:1       | Flamengo        |
| 3 de septiembre | São Paulo      | São Paulo       | 5:1       | Vélez Sarsfield |
| 23 de septiembre | Asunción       | Olimpia         | 0:0       | São Paulo       |
| 23 de septiembre | Florianópolis  | Flamengo        | 0:1       | Vélez Sarsfield |
| 14 de octubre | São Paulo      | São Paulo       | 1:0       | Flamengo        |
| 14 de octubre | Buenos Aires   | Vélez Sarsfield | 1:1       | Olimpia         |
| 21 de octubre | Manaus         | Flamengo        | 3:3       | Olimpia         |
| 23 de octubre | Buenos Aires   | Vélez Sarsfield | 3:3       | São Paulo       |
| 28 de octubre | Buenos Aires   | Vélez Sarsfield | 0:3       | Flamengo        |
| 29 de octubre | São Paulo      | São Paulo       | 4:1       | Olimpia         |

### Grupo 3
| Equipo        | Pts. | PJ | PG | PE | PP | GF | GC | DG |
| ------------- | ---- | -- | -- | -- | -- | -- | -- | -- |
| River Plate   | 15   | 6  | 5  | 0  | 1  | 17 | 9  | 8  |
| Vasco da Gama | 10   | 6  | 3  | 1  | 2  | 9  | 12 | –3 |
| Santos        | 7    | 6  | 2  | 1  | 3  | 11 | 12 | –1 |
| Racing Club   | 2    | 6  | 0  | 2  | 4  | 11 | 15 | –4 |

| \| Fecha \| Lugar \| Local \| Resultado \| Visitante \| \| ---------------- \| -------------- \| ------------- \| --------- \| ------------- \| \| 28 de agosto \| Buenos Aires \| River Plate \| 3:2 \| Racing Club \| \| 28 de agosto \| Río de Janeiro \| Vasco da Gama \| 2:1 \| Santos \| \| 2 de septiembre \| Río de Janeiro \| Vasco da Gama \| 1:1 \| Racing Club \| \| 4 de septiembre \| Buenos Aires \| River Plate \| 3:2 \| Santos \| \| 24 de septiembre \| Buenos Aires \| River Plate \| 5:1 \| Vasco da Gama \| \| 25 de septiembre \| Avellaneda \| Racing Club \| 2:2 \| Santos \| \| 15 de octubre \| Avellaneda \| Racing Club \| 2:3 \| River Plate \| \| 16 de octubre \| Santos \| Santos \| 1:2 \| Vasco da Gama \| \| 21 de octubre \| Avellaneda \| Racing Club \| 2:3 \| Vasco da Gama \| \| 22 de octubre \| Santos \| Santos \| 2:1 \| River Plate \| \| 28 de octubre \| Buenos Aires \| Santos \| 3:2 \| Racing Club \| \| 30 de octubre \| Río de Janeiro \| Vasco da Gama \| 0:2[1] \| River Plate \| |                |               |           |               |
| Fecha | Lugar          | Local         | Resultado | Visitante     |
| 28 de agosto | Buenos Aires   | River Plate   | 3:2       | Racing Club   |
| 28 de agosto | Río de Janeiro | Vasco da Gama | 2:1       | Santos        |
| 2 de septiembre | Río de Janeiro | Vasco da Gama | 1:1       | Racing Club   |
| 4 de septiembre | Buenos Aires   | River Plate   | 3:2       | Santos        |
| 24 de septiembre | Buenos Aires   | River Plate   | 5:1       | Vasco da Gama |
| 25 de septiembre | Avellaneda     | Racing Club   | 2:2       | Santos        |
| 15 de octubre | Avellaneda     | Racing Club   | 2:3       | River Plate   |
| 16 de octubre | Santos         | Santos        | 1:2       | Vasco da Gama |
| 21 de octubre | Avellaneda     | Racing Club   | 2:3       | Vasco da Gama |
| 22 de octubre | Santos         | Santos        | 2:1       | River Plate   |
| 28 de octubre | Buenos Aires   | Santos        | 3:2       | Racing Club   |
| 30 de octubre | Río de Janeiro | Vasco da Gama | 0:2       | River Plate   |

### Grupo 4
| Equipo            | Pts. | PJ | PG | PE | PP | GF | GC | DG |
| ----------------- | ---- | -- | -- | -- | -- | -- | -- | -- |
| Atlético Nacional | 10   | 6  | 3  | 1  | 2  | 9  | 7  | 2  |
| Peñarol           | 8    | 6  | 2  | 2  | 2  | 10 | 10 | 0  |
| Estudiantes (LP)  | 8    | 6  | 2  | 2  | 2  | 8  | 8  | 0  |
| Grêmio            | 6    | 6  | 1  | 3  | 2  | 9  | 11 | –2 |

| \| Fecha \| Lugar \| Local \| Resultado \| Visitante \| \| ---------------- \| ------------ \| ----------------- \| --------- \| ----------------- \| \| 27 de agosto \| Porto Alegre \| Grêmio \| 1:1 \| Peñarol \| \| 27 de agosto \| La Plata \| Estudiantes (LP) \| 1:0 \| Atlético Nacional \| \| 2 de septiembre \| Montevideo \| Peñarol \| 3:1 \| Atlético Nacional \| \| 3 de septiembre \| La Plata \| Estudiantes (LP) \| 0:0 \| Grêmio \| \| 24 de septiembre \| Porto Alegre \| Grêmio \| 2:2 \| Atlético Nacional \| \| 24 de septiembre \| Montevideo \| Peñarol \| 2:2 \| Estudiantes (LP) \| \| 14 de octubre \| Medellín \| Atlético Nacional \| 2:0 \| Estudiantes (LP) \| \| 15 de octubre \| Montevideo \| Peñarol \| 3:2 \| Grêmio \| \| 22 de octubre \| Medellín \| Atlético Nacional \| 1:0 \| Peñarol \| \| 22 de octubre \| Porto Alegre \| Grêmio \| 3:2 \| Estudiantes (LP) \| \| 28 de octubre \| Medellín \| Atlético Nacional \| 3:1 \| Grêmio \| \| 30 de octubre \| La Plata \| Estudiantes (LP) \| 3:1 \| Peñarol \| |              |                   |           |                   |
| Fecha | Lugar        | Local             | Resultado | Visitante         |
| 27 de agosto | Porto Alegre | Grêmio            | 1:1       | Peñarol           |
| 27 de agosto | La Plata     | Estudiantes (LP)  | 1:0       | Atlético Nacional |
| 2 de septiembre | Montevideo   | Peñarol           | 3:1       | Atlético Nacional |
| 3 de septiembre | La Plata     | Estudiantes (LP)  | 0:0       | Grêmio            |
| 24 de septiembre | Porto Alegre | Grêmio            | 2:2       | Atlético Nacional |
| 24 de septiembre | Montevideo   | Peñarol           | 2:2       | Estudiantes (LP)  |
| 14 de octubre | Medellín     | Atlético Nacional | 2:0       | Estudiantes (LP)  |
| 15 de octubre | Montevideo   | Peñarol           | 3:2       | Grêmio            |
| 22 de octubre | Medellín     | Atlético Nacional | 1:0       | Peñarol           |
| 22 de octubre | Porto Alegre | Grêmio            | 3:2       | Estudiantes (LP)  |
| 28 de octubre | Medellín     | Atlético Nacional | 3:1       | Grêmio            |
| 30 de octubre | La Plata     | Estudiantes (LP)  | 3:1       | Peñarol           |

## Fases finales

### Cuadro de desarrollo
|  | Semifinales          | Semifinales          | Semifinales          | Semifinales          |   |             | Final               | Final               | Final               | Final               |  |
|  | 5 al 27 de noviembre | 5 al 27 de noviembre | 5 al 27 de noviembre | 5 al 27 de noviembre |   |             | 4 y 17 de diciembre | 4 y 17 de diciembre | 4 y 17 de diciembre | 4 y 17 de diciembre |  |
|  |                      |                      |                      |                      |   |             |                     |                     |                     |                     |  |
|  |                      |                      |                      |                      |   |             |                     |                     |                     |                     |  |
|  | Atlético Nacional    | 0                    | 2                    | 2                    |   |             |                     |                     |                     |                     |  |
|  | Atlético Nacional    | 0                    | 2                    | 2                    |   |             |                     |                     |                     |                     |  |
|  | River Plate          | 2                    | 1                    | 3                    |   |             |                     |                     |                     |                     |  |
|  | River Plate          | 2                    | 1                    | 3                    |   | River Plate | 0                   | 2                   | 2                   |                     |  |
|  |                      |                      |                      |                      |   | River Plate | 0                   | 2                   | 2                   |                     |  |
|  |                      |                      | São Paulo            | 0                    | 1 | 1           |                     |                     |                     |                     |  |
|  | Colo-Colo            | 1                    | São Paulo            | 0                    | 1 | 1           | 0                   | 1                   |                     |                     |  |
|  | Colo-Colo            | 1                    |                      |                      |   |             | 0                   | 1                   |                     |                     |  |
|  | São Paulo            | 3                    | 1                    | 4                    |   |             |                     |                     |                     |                     |  |
|  | São Paulo            | 3                    | 1                    | 4                    |   |             |                     |                     |                     |                     |  |
|  |                      |                      |                      |                      |   |             |                     |                     |                     |                     |  |

- Nota: En cada llave, el equipo que ocupa la primera línea es el que definió la serie como local.

### Semifinales
| 5 de noviembre de 1997 | River Plate    | 2:0 (2:0) | Atlético Nacional | Estadio Monumental, Buenos Aires |                           |
|                        | Salas 23', 28' |           |                   | Árbitro(s): Ubaldo Aquino        | Árbitro(s): Ubaldo Aquino |

| 26 de noviembre de 1997 | Atlético Nacional      | 2:1 (1:0) | River Plate  | Estadio Atanasio Girardot, Medellín |                                   |
|                         | Osorio 11' · Comas 79' |           | 57' Gallardo | Árbitro(s): José Arana Villamonte   | Árbitro(s): José Arana Villamonte |

| 6 de noviembre de 1997 | São Paulo                                       | 3:1 (0:0) | Colo-Colo | Estadio de Morumbí, São Paulo |                          |
|                        | Fabiano 47' · Aristizábal 54' · Dodô 65' (pen.) |           | 87' Basay | Árbitro(s): Jorge Nieves      | Árbitro(s): Jorge Nieves |

| 27 de noviembre de 1997 | Colo-Colo | 0:1 (0:0) | São Paulo | Estadio Monumental, Santiago |                          |
|                         |           |           | 90' Dodô  | Árbitro(s): Byron Moreno     | Árbitro(s): Byron Moreno |

### Final

#### Ida
| 1          | POR        | Rogério Ceni       |     |
| 13         | DEF        | Zé Carlos          |     |
| 15         | DEF        | Edmílson           |     |
| 14         | DEF        | Álvaro             | 61' |
| 6          | DEF        | Serginho           |     |
| 8          | MED        | Alexandre          |     |
| 5          | MED        | Sidney             |     |
| 7          | MED        | Fabiano            |     |
| 23         | MED        | Marcelinho Paraíba |     |
| 9          | DEL        | França             | 85' |
| 10         | DEL        | Dodô               |     |
| Entrenador | Entrenador | Darío Pereyra      |     |

| 1          | POR        | Germán Burgos     |     |
| 4          | DEF        | Hernán Díaz       |     |
| 2          | DEF        | Celso Ayala       |     |
| 6          | DEF        | Eduardo Berizzo   |     |
| 3          | DEF        | Juan Pablo Sorín  | 55' |
| 8          | MED        | Roberto Monserrat |     |
| 5          | MED        | Leonardo Astrada  | 82' |
| 11         | MED        | Sergio Berti      |     |
| 10         | MED        | Marcelo Gallardo  |     |
| 7          | DEL        | Marcelo Salas     |     |
| 9          | DEL        | Enzo Francescoli  | 62' |
| Entrenador | Entrenador | Ramón Díaz        |     |

| 22 | MED | Reinaldo    | 61' |
| 19 | MED | Fábio Mello | 85' |

| 14 | MED | Marcelo Escudero | 55' |
| 25 | DEF | Diego Placente   | 62' |
| 15 | MED | Leonel Gancedo   | 82' |

| Expulsado | 48' | Sergio Berti |

| Árbitro             | Mario Sánchez Yantén |
| Árbitros asistentes | Eduardo Gamboa       |
| Árbitros asistentes | Jaime Toro           |

| 1          | POR        | Rogério Ceni       |     |
| 13         | DEF        | Zé Carlos          |     |
| 15         | DEF        | Edmílson           |     |
| 14         | DEF        | Álvaro             | 61' |
| 6          | DEF        | Serginho           |     |
| 8          | MED        | Alexandre          |     |
| 5          | MED        | Sidney             |     |
| 7          | MED        | Fabiano            |     |
| 23         | MED        | Marcelinho Paraíba |     |
| 9          | DEL        | França             | 85' |
| 10         | DEL        | Dodô               |     |
| Entrenador | Entrenador | Darío Pereyra      |     |

| 1          | POR        | Germán Burgos     |     |
| 4          | DEF        | Hernán Díaz       |     |
| 2          | DEF        | Celso Ayala       |     |
| 6          | DEF        | Eduardo Berizzo   |     |
| 3          | DEF        | Juan Pablo Sorín  | 55' |
| 8          | MED        | Roberto Monserrat |     |
| 5          | MED        | Leonardo Astrada  | 82' |
| 11         | MED        | Sergio Berti      |     |
| 10         | MED        | Marcelo Gallardo  |     |
| 7          | DEL        | Marcelo Salas     |     |
| 9          | DEL        | Enzo Francescoli  | 62' |
| Entrenador | Entrenador | Ramón Díaz        |     |

| 22 | MED | Reinaldo    | 61' |
| 19 | MED | Fábio Mello | 85' |

| 14 | MED | Marcelo Escudero | 55' |
| 25 | DEF | Diego Placente   | 62' |
| 15 | MED | Leonel Gancedo   | 82' |

| Expulsado | 48' | Sergio Berti |

| Árbitro             | Mario Sánchez Yantén |
| Árbitros asistentes | Eduardo Gamboa       |
| Árbitros asistentes | Jaime Toro           |

#### Vuelta
| 1          | POR        | Germán Burgos     |     |
| 4          | DEF        | Hernán Díaz       |     |
| 2          | DEF        | Celso Ayala       |     |
| 6          | DEF        | Eduardo Berizzo   |     |
| 11         | DEF        | Diego Placente    |     |
| 8          | MED        | Roberto Monserrat |     |
| 5          | MED        | Leonardo Astrada  |     |
| 3          | MED        | Juan Pablo Sorín  | 82' |
| 10         | MED        | Marcelo Gallardo  | 85' |
| 7          | DEL        | Marcelo Salas     |     |
| 9          | DEL        | Enzo Francescoli  | 77' |
| Entrenador | Entrenador | Ramón Díaz        |     |

| 12         | POR        | Roger                   |     |
| 13         | DEF        | Zé Carlos               |     |
| 15         | DEF        | Edmílson                |     |
| 14         | DEF        | Álvaro                  |     |
| 6          | DEF        | Serginho                |     |
| 8          | MED        | Alexandre               | 83' |
| 5          | MED        | Sidney                  |     |
| 7          | MED        | Fabiano                 | 70' |
| 23         | MED        | Marcelinho Paraíba      |     |
| 24         | DEL        | Víctor Hugo Aristizábal | 61' |
| 10         | DEL        | Dodô                    |     |
| Entrenador | Entrenador | Darío Pereyra           |     |

| 15 | MED | Leonel Gancedo   | 77' |
| 14 | MED | Marcelo Escudero | 82' |
| 20 | MED | Santiago Solari  | 85' |

| 19 | MED | Fábio Mello | 83' |  |
| 22 | MED | Reinaldo    | 61' |  |
| 2  | DEF | Cláudio     | 70' |  |

| Anotado | 46' | Marcelo Salas | 1:0 |
| Anotado | 58' | Marcelo Salas | 2:1 |

| Anotado | 53' | Dodô | 1:1 |

| Amonestado | 22' | Enzo Francescoli |
| Amonestado | 25' | Leonardo Astrada |
| Amonestado | 33' | Hernán Díaz      |
| Amonestado | 50' | Germán Burgos    |
| Amonestado | 64' | Celso Ayala      |

| Amonestado | 6'  | Alexandre          |
| Amonestado | 28' | Marcelinho Paraíba |
| Amonestado | 90' | Fábio Mello        |

| Otorgado · Expulsado | 75' | Leonardo Astrada |

| Otorgado · Expulsado | 30' | Marcelinho Paraíba |

| Árbitro             | Ubaldo Aquino   |
| Árbitros asistentes | Bonifacio Nuñez |
| Árbitros asistentes | Néstor González |

| 1          | POR        | Germán Burgos     |     |
| 4          | DEF        | Hernán Díaz       |     |
| 2          | DEF        | Celso Ayala       |     |
| 6          | DEF        | Eduardo Berizzo   |     |
| 11         | DEF        | Diego Placente    |     |
| 8          | MED        | Roberto Monserrat |     |
| 5          | MED        | Leonardo Astrada  |     |
| 3          | MED        | Juan Pablo Sorín  | 82' |
| 10         | MED        | Marcelo Gallardo  | 85' |
| 7          | DEL        | Marcelo Salas     |     |
| 9          | DEL        | Enzo Francescoli  | 77' |
| Entrenador | Entrenador | Ramón Díaz        |     |

| 12         | POR        | Roger                   |     |
| 13         | DEF        | Zé Carlos               |     |
| 15         | DEF        | Edmílson                |     |
| 14         | DEF        | Álvaro                  |     |
| 6          | DEF        | Serginho                |     |
| 8          | MED        | Alexandre               | 83' |
| 5          | MED        | Sidney                  |     |
| 7          | MED        | Fabiano                 | 70' |
| 23         | MED        | Marcelinho Paraíba      |     |
| 24         | DEL        | Víctor Hugo Aristizábal | 61' |
| 10         | DEL        | Dodô                    |     |
| Entrenador | Entrenador | Darío Pereyra           |     |

| 15 | MED | Leonel Gancedo   | 77' |
| 14 | MED | Marcelo Escudero | 82' |
| 20 | MED | Santiago Solari  | 85' |

| 19 | MED | Fábio Mello | 83' |  |
| 22 | MED | Reinaldo    | 61' |  |
| 2  | DEF | Cláudio     | 70' |  |

| Anotado | 46' | Marcelo Salas | 1:0 |
| Anotado | 58' | Marcelo Salas | 2:1 |

| Anotado | 53' | Dodô | 1:1 |

| Amonestado | 22' | Enzo Francescoli |
| Amonestado | 25' | Leonardo Astrada |
| Amonestado | 33' | Hernán Díaz      |
| Amonestado | 50' | Germán Burgos    |
| Amonestado | 64' | Celso Ayala      |

| Amonestado | 6'  | Alexandre          |
| Amonestado | 28' | Marcelinho Paraíba |
| Amonestado | 90' | Fábio Mello        |

| Otorgado · Expulsado | 75' | Leonardo Astrada |

| Otorgado · Expulsado | 30' | Marcelinho Paraíba |

| Árbitro             | Ubaldo Aquino   |
| Árbitros asistentes | Bonifacio Nuñez |
| Árbitros asistentes | Néstor González |

|                                 |
| Bandera de Argentina            |
| Campeón River Plate 1.er título |

## Estadísticas

### Clasificación general
| Pos. | Equipo            | Pts | PJ | PG | PE | PP | GF | GC | Dif. | Rend.  |
| ---- | ----------------- | --- | -- | -- | -- | -- | -- | -- | ---- | ------ |
| 1    | River Plate       | 22  | 10 | 7  | 1  | 2  | 22 | 12 | 10   | 73,33% |
| 2    | São Paulo         | 18  | 10 | 5  | 3  | 2  | 20 | 11 | 9    | 60%    |
| 3    | Atlético Nacional | 13  | 8  | 4  | 1  | 3  | 11 | 10 | 1    | 54,16% |
| 4    | Colo-Colo         | 11  | 8  | 3  | 2  | 3  | 13 | 13 | 0    | 45,83% |
| 5    | Flamengo          | 10  | 6  | 3  | 1  | 2  | 10 | 7  | 3    | 55,55% |
| 6    | Vasco da Gama     | 17  | 10 | 5  | 2  | 3  | 14 | 16 | −2   | 56,66% |
| 7    | Cruzeiro          | 9   | 6  | 3  | 0  | 3  | 9  | 10 | −1   | 50%    |
| 8    | Peñarol           | 13  | 10 | 3  | 4  | 3  | 16 | 17 | −1   | 43,33% |
| 9    | Independiente     | 8   | 6  | 2  | 2  | 2  | 9  | 9  | 0    | 44,44% |
| 10   | Estudiantes (LP)  | 8   | 6  | 2  | 2  | 2  | 8  | 8  | 0    | 44,44% |
| 11   | Santos            | 7   | 6  | 2  | 1  | 3  | 11 | 12 | −1   | 38,88% |
| 12   | Grêmio            | 6   | 6  | 1  | 3  | 2  | 9  | 11 | −2   | 33,33% |
| 13   | Olimpia           | 6   | 6  | 1  | 3  | 2  | 6  | 9  | −3   | 33,33% |
| 14   | Boca Juniors      | 5   | 6  | 1  | 2  | 3  | 7  | 9  | −2   | 27,77% |
| 15   | Vélez Sarsfield   | 5   | 6  | 1  | 2  | 3  | 6  | 13 | −7   | 27,77% |
| 16   | Racing Club       | 2   | 6  | 0  | 2  | 4  | 11 | 15 | −4   | 11,11% |
| 17   | Nacional          | 4   | 4  | 1  | 1  | 2  | 5  | 5  | 0    | 33,33% |

### Goleadores
| Jugador           | Club             | Goles |
| ----------------- | ---------------- | ----- |
| Ivo Basay         | Colo-Colo        | 8     |
| Marcelo Salas     | River Plate      | 7     |
| Dodô              | São Paulo        | 5     |
| Marcelo           | Cruzeiro         | 4     |
| Sávio             | Flamengo         | 4     |
| Martín Fúriga     | Estudiantes (LP) | 4     |
| Martín Vilallonga | Racing Club      | 4     |